# Ołeksandriwka (hromada Cyrkuny)
Ołeksandriwka (ukr. Олександрівка) – wieś na Ukrainie, w obwodzie charkowskim, w rejonie charkowskim. W 2001 liczyła 34 mieszkańców.